# Eulachna
Eulachna is een geslacht van vlinders van de familie sikkelmotten (Oecophoridae), uit de onderfamilie Oecophorinae.

## Soorten
- E. dasyptera Meyrick, 1883
- E. droseropa Turner, 1940